# HD 23662
HD 23662，又名BD+68 286，SAO 12929、HR 1166，是一颗恒星，视星等为6.32，位于銀經138.26，銀緯11.18，其B1900.0坐标为赤經3h 41m 52.7s，赤緯+68° 11.18′ 8″。